# Les Authieux-sur-Calonne
Pour les articles homonymes, voir Les Authieux et Calonne.
Les Authieux-sur-Calonne sont une commune française, située dans le département du Calvados en région Normandie, peuplée de 276 habitants (les Altaréens).

## Géographie

### Localisation
| Saint-André-d'Hébertot, Saint-Julien-sur-Calonne | Saint-André-d'Hébertot   | Saint-André-d'Hébertot                       |
| Saint-Julien-sur-Calonne                         | des Authieux-sur-Calonne | Saint-André-d'Hébertot, Bonneville-la-Louvet |
| Manneville-la-Pipard, Le Mesnil-sur-Blangy       | Le Mesnil-sur-Blangy     | Blangy-le-Château                            |

### Hydrographie
La commune est située dans le bassin Seine-Normandie. Elle est drainée par la Calonne, le Douet de la Thibaudière, le ruisseau du Val Plot, le ruisseau des Mottes, le ruisseau du Manoir, le ruisseau des Airreries, le ruisseau Dordouet et un autre petit cours d'eau,.
La Calonne, d'une longueur de 45 km, prend sa source dans la commune du Planquay et se jette  dans la Touques à Pont-l'Évêque, après avoir traversé 19 communes. Les caractéristiques hydrologiques de la Calonne sont données par la station hydrologique située sur la commune. Le débit moyen mensuel est de 1,71 m3/s. Le débit moyen journalier maximum est de 21,6 m3/s, atteint lors de la crue du 7 novembre 2000. Le débit instantané maximal est quant à lui de 31 m3/s, atteint le 3 février 1980.

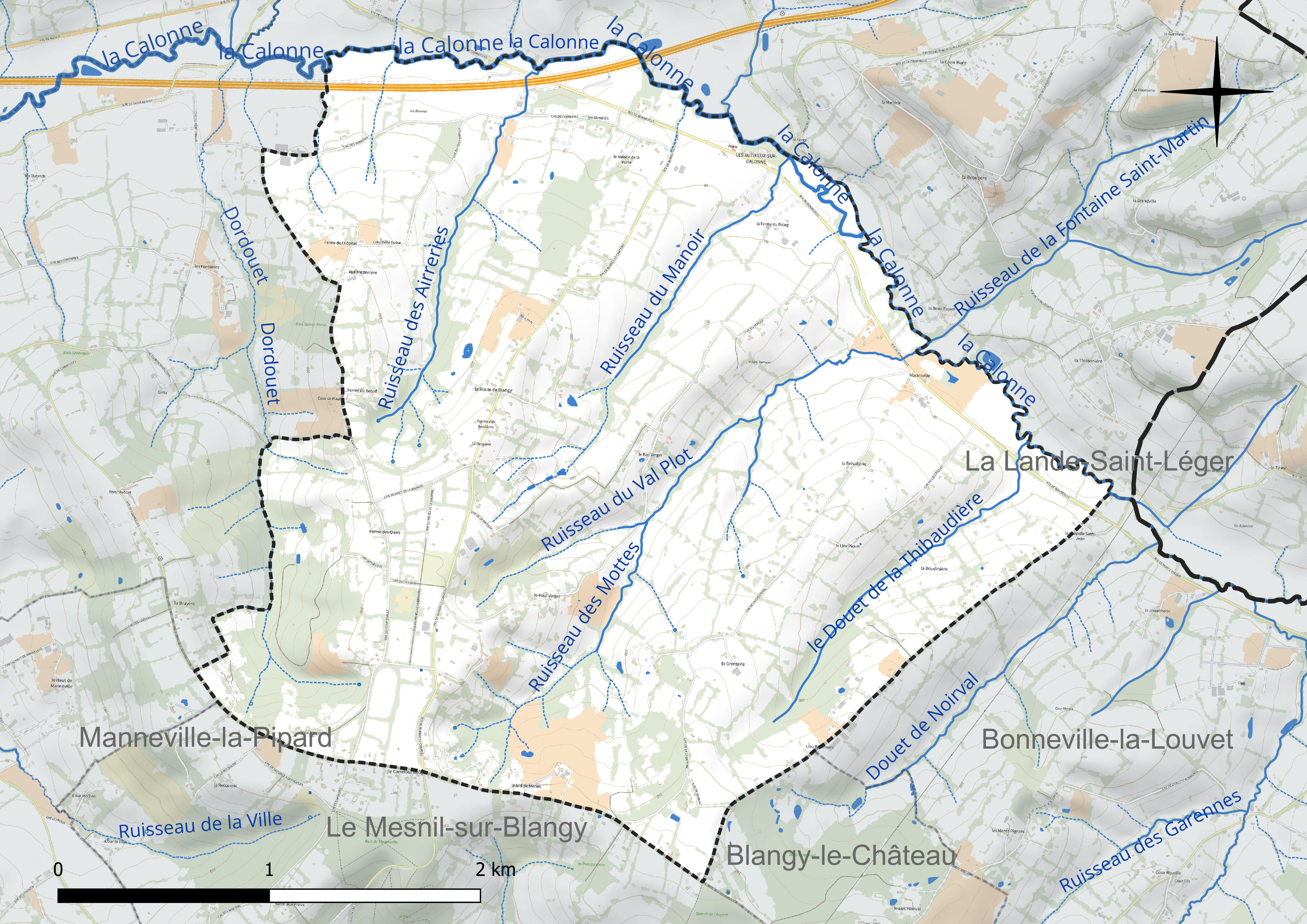
Réseau hydrographique des Authieux-sur-Calonne.

### Climat
Pour des articles plus généraux, voir Climat de la Normandie et Climat du Calvados.
En 2010, le climat de la commune est de type climat océanique altéré, selon une étude du CNRS s'appuyant sur une série de données couvrant la période 1971-2000. En 2020, Météo-France publie une typologie des climats de la France métropolitaine dans laquelle la commune est exposée à un climat océanique et est dans la région climatique  Côtes de la Manche orientale, caractérisée par un faible ensoleillement (1 550 h/an) ; forte humidité de l'air (plus de 20 h/jour avec humidité relative > 80 % en hiver), vents forts fréquents. Parallèlement le GIEC normand, un groupe régional d'experts sur le climat, différencie quant à lui, dans une étude de 2020, trois grands types de climats pour la région Normandie, nuancés à une échelle plus fine par les facteurs géographiques locaux. La commune est, selon ce zonage, exposée à un « climat contrasté des collines », correspondant au Pays d'Auge, Lieuvin et Roumois, moins directement soumis aux flux océaniques et connaissant toutefois des précipitations assez marquées en raison des reliefs collinaires qui favorisent leur formation.
Pour la période 1971-2000, la température annuelle moyenne est de 10,6 °C, avec  une amplitude thermique annuelle de 13,2 °C. Le cumul annuel moyen de précipitations est de 837 mm, avec 12,6 jours de précipitations en janvier et 8,4 jours en juillet. Pour la période 1991-2020, la température moyenne annuelle observée sur la station météorologique la plus proche, située sur la commune de Saint-Gatien-des-Bois à 9 km à vol d'oiseau, est de 11,0 °C et le cumul annuel moyen de précipitations est de 920,4 mm,. Pour l'avenir, les paramètres climatiques de la commune estimés pour 2050 selon différents scénarios d'émission de gaz à effet de serre sont consultables sur un site dédié publié par Météo-France en novembre 2022.

## Urbanisme

### Typologie
Au 1er janvier 2024, Les Authieux-sur-Calonne sont catégorisés commune rurale à habitat très dispersé, selon la nouvelle grille communale de densité à 7 niveaux définie par l'Insee en 2022.
Elle est située hors unité urbaine et hors attraction des villes,.

### Occupation des sols
L'occupation des sols de la commune, telle qu'elle ressort de la base de données européenne d'occupation biophysique des sols Corine Land Cover (CLC), est marquée par l'importance des territoires agricoles (100 % en 2018), une proportion identique à celle de 1990 (100 %). La répartition détaillée en 2018 est la suivante : 
prairies (93,5 %), zones agricoles hétérogènes (6,5 %). L'évolution de l'occupation des sols de la commune et de ses infrastructures peut être observée sur les différentes représentations cartographiques du territoire : la carte de Cassini (XVIIIe siècle), la carte d'état-major (1820-1866) et les cartes ou photos aériennes de l'IGN pour la période actuelle (1950 à aujourd'hui).

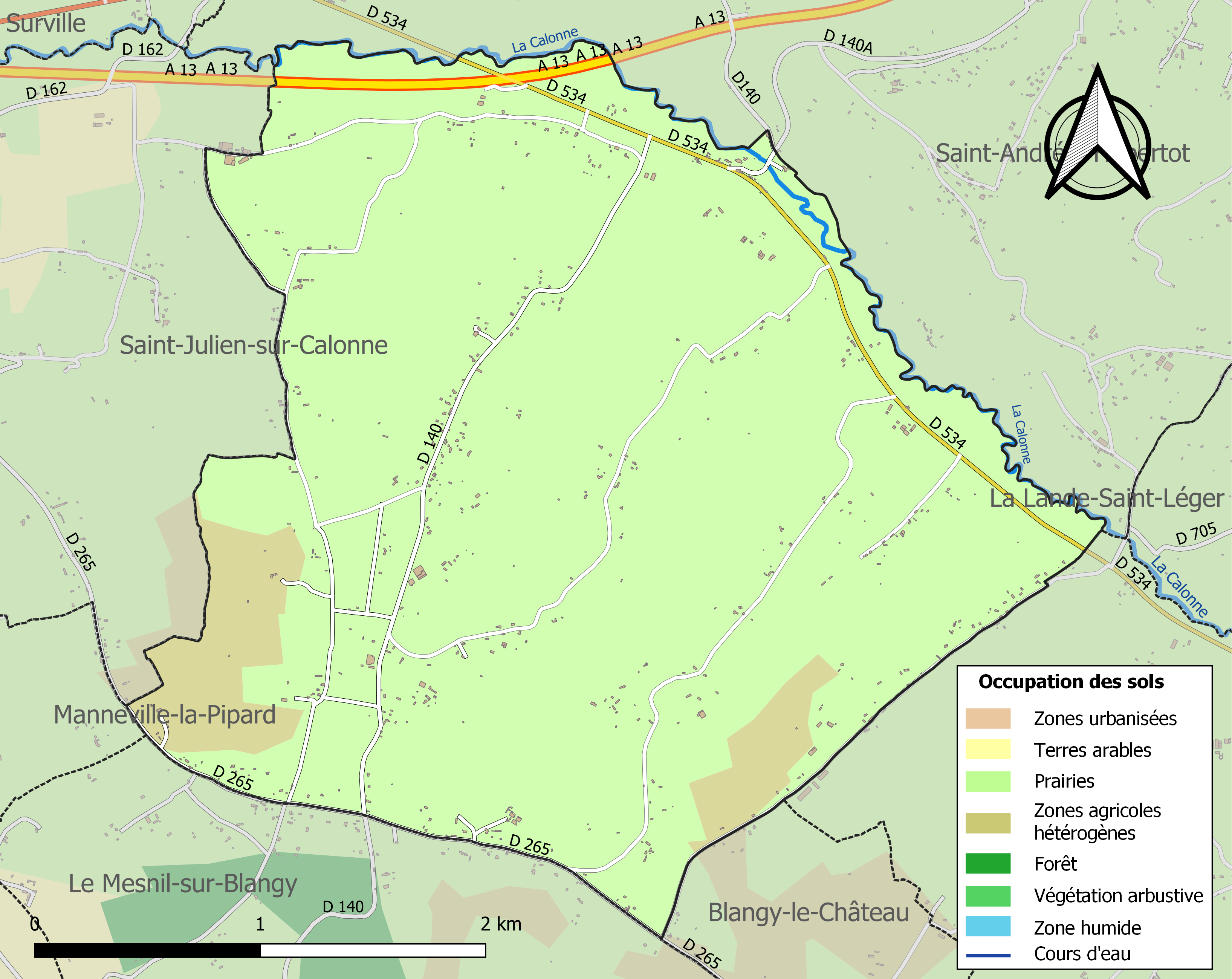
Carte des infrastructures et de l'occupation des sols de la commune en 2018 (CLC).

### Habitat et logement
En 2018, le nombre total de logements dans la commune était de 209, alors qu'il était de 207 en 2013 et de 207 en 2008.
Parmi ces logements, 57,3 % étaient des résidences principales, 38 % des résidences secondaires et 4,7 % des logements vacants. Ces logements étaient pour 98,6 % d'entre eux des maisons individuelles et pour 0,5 % des appartements.
Le tableau ci-dessous présente la typologie des logements aux Authieux-sur-Calonne en 2018 en comparaison avec celle du Calvados et de la France entière. Une caractéristique marquante du parc de logements est ainsi une proportion de résidences secondaires et logements occasionnels (38 %) supérieure à celle du département (18 %) et à celle de la France entière (9,7 %). Concernant le statut d'occupation de ces logements, 90,6 % des habitants de la commune sont propriétaires de leur logement (88,4 % en 2013), contre 57 % pour le Calvados et 57,5 pour la France entière.
| Typologie                                               | Les Authieux-sur-Calonne | Calvados | France entière |
| ------------------------------------------------------- | ------------------------ | -------- | -------------- |
| Résidences principales (en %)                           | 57,3                     | 75,2     | 82,1           |
| Résidences secondaires et logements occasionnels (en %) | 38                       | 18       | 9,7            |
| Logements vacants (en %)                                | 4,7                      | 6,8      | 8,2            |

## Toponymie
Le nom de la localité est attesté sous les formes Sanctus Nicolaus et Sanctus Petrus de Altaribus au XIVe siècle ; Les Aoustieux du Puits et les Aoustieux en 1579 ; Saint Meuf les Authieux au XVIIIe siècle (Cassini).
Les Authieux, pluriel régulier de autel.
La rivière Calonne est un  affluent de la Touques.

## Politique et administration

### Administration municipale
Compte-tenu de l'importance de la population de la commune, le conseil municipal est composé de onze membres, dont le maire et ses adjoints.

### Liste des maires
| Période                                   | Période                       | Identité               | Étiquette | Qualité                     |
| ----------------------------------------- | ----------------------------- | ---------------------- | --------- | --------------------------- |
| Les données manquantes sont à compléter.- |                               |                        |           |                             |
|                                           | mars 2001                     | Monique Hachler        |           |                             |
| mars 2001                                 | mars 2008                     | Lionel Barle           | SE        | Chef d'entreprise           |
| mars 2008                                 | mai 2020                      | Jean-Alain Charpentier | SE        | Responsable des expéditions |
| mai 2020                                  | octobre 2021                  | Ludovic Legout         |           | Démissionnaire              |
| janvier 2022                              | En cours (au 24 janvier 2022) | Christelle Fesquet     |           | Assistante                  |

## Démographie

### Évolution démographique
L'évolution du nombre d'habitants est connue à travers les recensements de la population effectués dans la commune depuis 1793. Pour les communes de moins de 10 000 habitants, une enquête de recensement portant sur toute la population est réalisée tous les cinq ans, les populations de référence des années intermédiaires étant quant à elles estimées par interpolation ou extrapolation. Pour la commune, le premier recensement exhaustif entrant dans le cadre du nouveau dispositif a été réalisé en 2004.

En 2022, la commune comptait 276 habitants, en évolution de −5,48 % par rapport à 2016 (Calvados : +1,58 %, France hors Mayotte : +2,11 %).
| 1793 | 1800 | 1806 | 1821 | 1831 | 1836 | 1841 | 1846 | 1851 |
| ---- | ---- | ---- | ---- | ---- | ---- | ---- | ---- | ---- |
| 652  | 667  | 645  | 634  | 574  | 555  | 542  | 501  | 523  |

| 1856 | 1861 | 1866 | 1872 | 1876 | 1881 | 1886 | 1891 | 1896 |
| ---- | ---- | ---- | ---- | ---- | ---- | ---- | ---- | ---- |
| 464  | 506  | 502  | 411  | 456  | 443  | 408  | 405  | 422  |

| 1901 | 1906 | 1911 | 1921 | 1926 | 1931 | 1936 | 1946 | 1954 |
| ---- | ---- | ---- | ---- | ---- | ---- | ---- | ---- | ---- |
| 354  | 402  | 391  | 360  | 375  | 347  | 314  | 326  | 263  |

| 1962 | 1968 | 1975 | 1982 | 1990 | 1999 | 2004 | 2006 | 2009 |
| ---- | ---- | ---- | ---- | ---- | ---- | ---- | ---- | ---- |
| 230  | 219  | 180  | 186  | 219  | 250  | 292  | 313  | 293  |

| 2014 | 2019 | 2022 | - | - | - | - | - | - |
| ---- | ---- | ---- | - | - | - | - | - | - |
| 293  | 275  | 276  | - | - | - | - | - | - |

Les Authieux-sur-Calonne ont compté jusqu'à 667 habitants en 1800.

### Pyramide des âges
En 2018, le taux de personnes d'un âge inférieur à 30 ans s'élève à 29,4 %, soit en dessous de la moyenne départementale (35,2 %). À l'inverse, le taux de personnes d'âge supérieur à 60 ans est de 30,1 % la même année, alors qu'il est de 27,9 % au niveau départemental.
En 2018, la commune comptait 139 hommes pour 142 femmes, soit un taux de 50,53 % de femmes, légèrement inférieur au taux départemental (51,95 %).
Les pyramides des âges de la commune et du département s'établissent comme suit.
| Hommes | Classe d’âge | Femmes |
| ------ | ------------ | ------ |
| 0,7    | 90 ou +      | 0,0    |
| 6,6    | 75-89 ans    | 5,8    |
| 23,5   | 60-74 ans    | 23,7   |
| 27,9   | 45-59 ans    | 25,9   |
| 14,0   | 30-44 ans    | 12,9   |
| 11,0   | 15-29 ans    | 18,0   |
| 16,2   | 0-14 ans     | 13,7   |

| Hommes | Classe d’âge | Femmes |
| ------ | ------------ | ------ |
| 0,8    | 90 ou +      | 2,1    |
| 7,2    | 75-89 ans    | 10,2   |
| 18,1   | 60-74 ans    | 19,3   |
| 19,4   | 45-59 ans    | 18,9   |
| 17,8   | 30-44 ans    | 16,9   |
| 19     | 15-29 ans    | 17,1   |
| 17,7   | 0-14 ans     | 15,5   |

## Culture locale et patrimoine

### Lieux et monuments
- Église Saint-Pierre du XIIe siècle bâtie sur une ancienne motte féodale[37]. Elle abrite plusieurs œuvres classées au titre objet aux monuments historiques[38].
- Chapelle Saint-Meuf du XVIe siècle inscrite au titre des monuments historiques[39]. Les deux vantaux du portail et le trumeau sont classés au titre objet[40].
- Manoir de la Porte du XVIIIe début XIXe siècle inscrit en totalité au titre des monuments historiques sauf une chambre comportant du papier-peint daté 1820 qui est pour sa part classée[41].

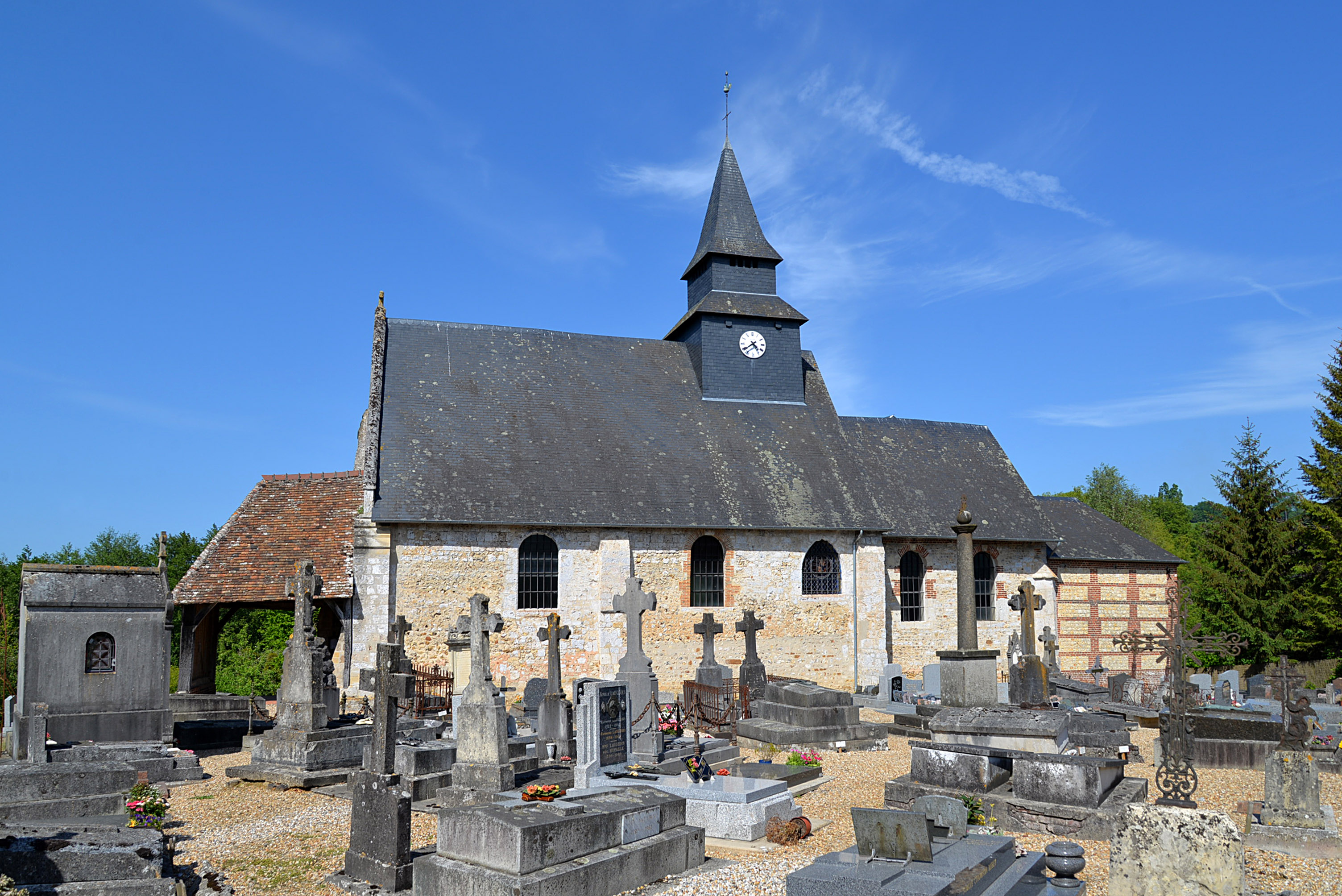
L'église Saint-Pierre.
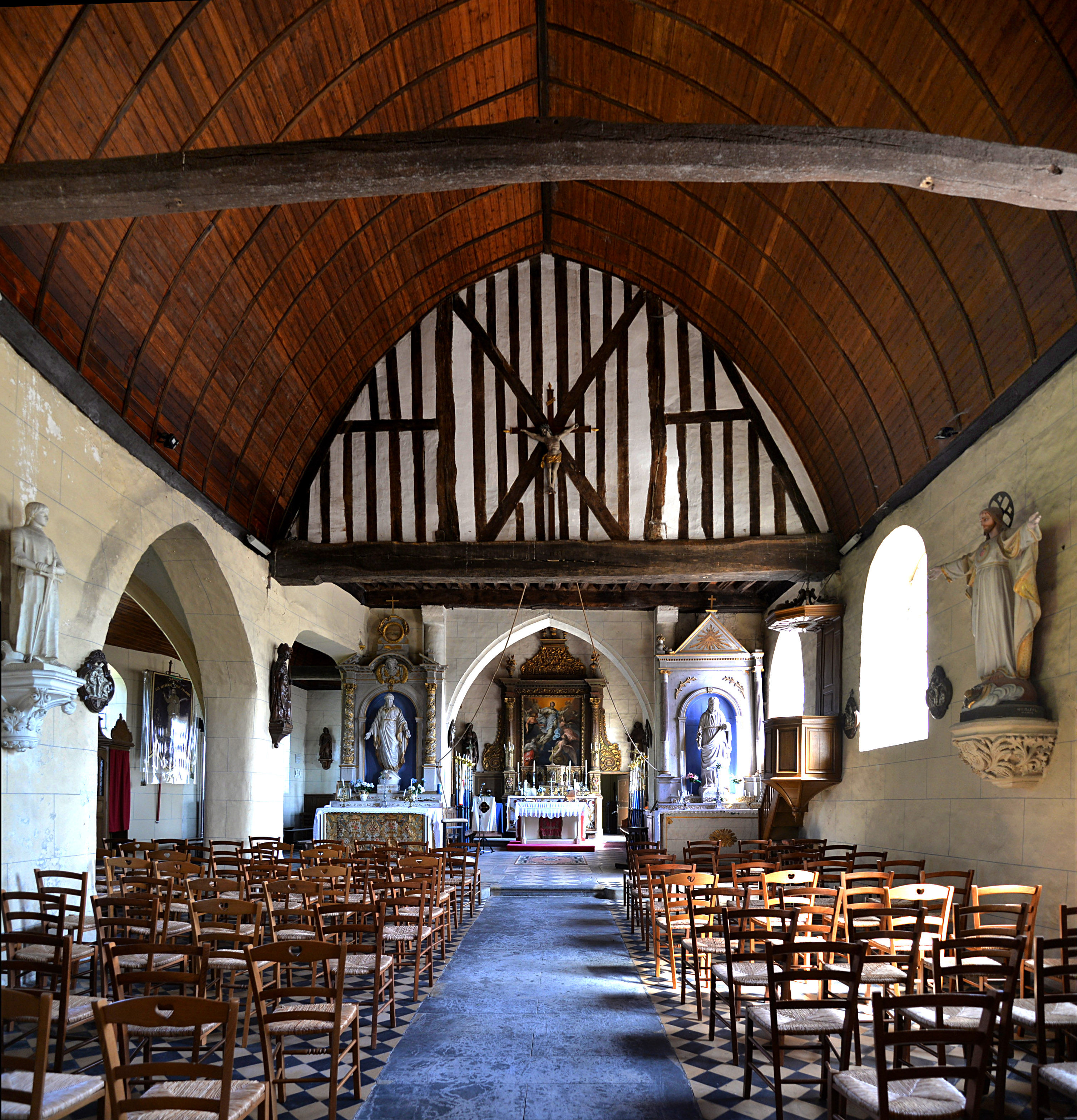
La nef de l'église Saint-Pierre.
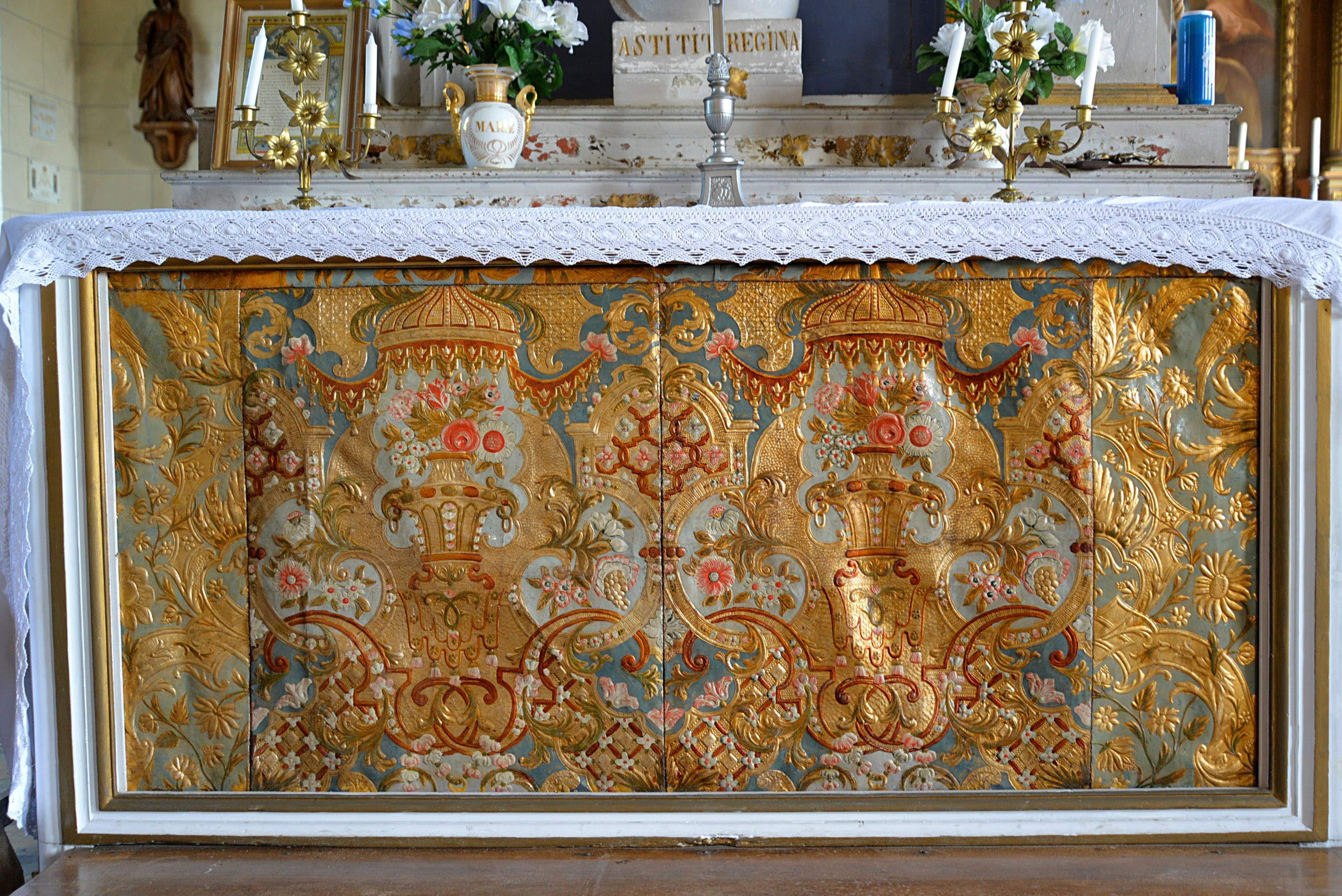
Devant d'autel latéral de l'église Saint-Pierre.
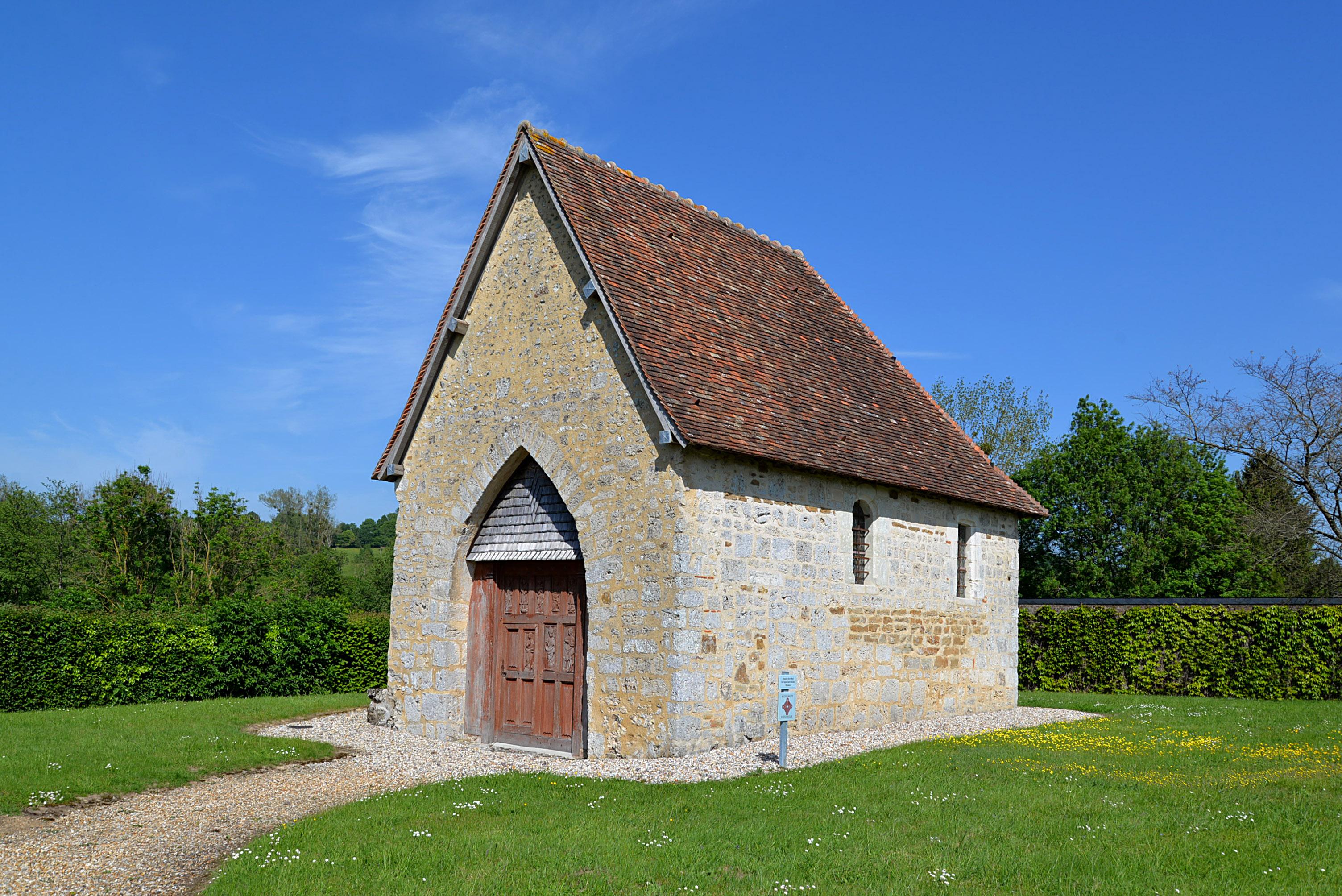
La chapelle Saint-Meuf.
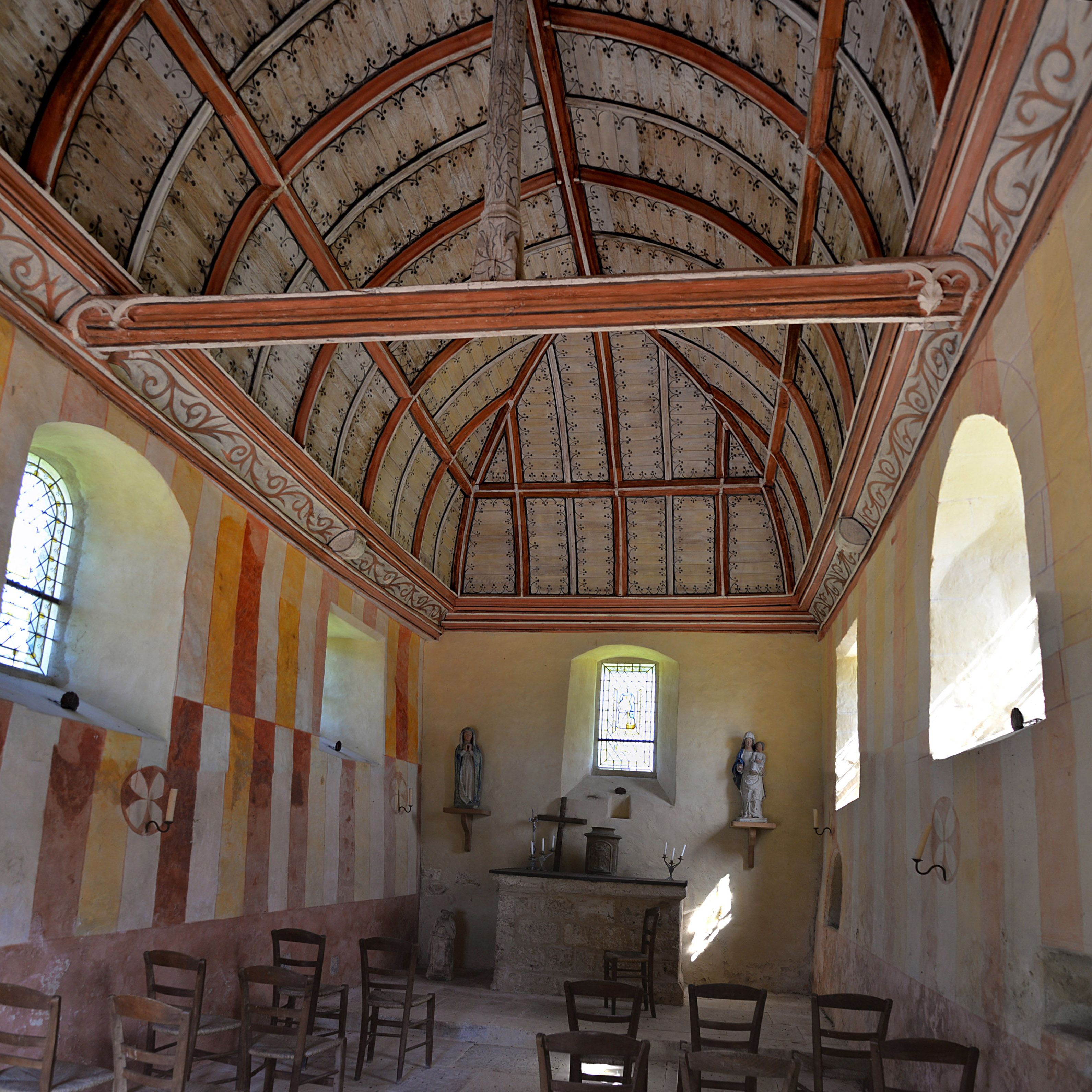
L'intérieur de la chapelle Saint-Meuf.
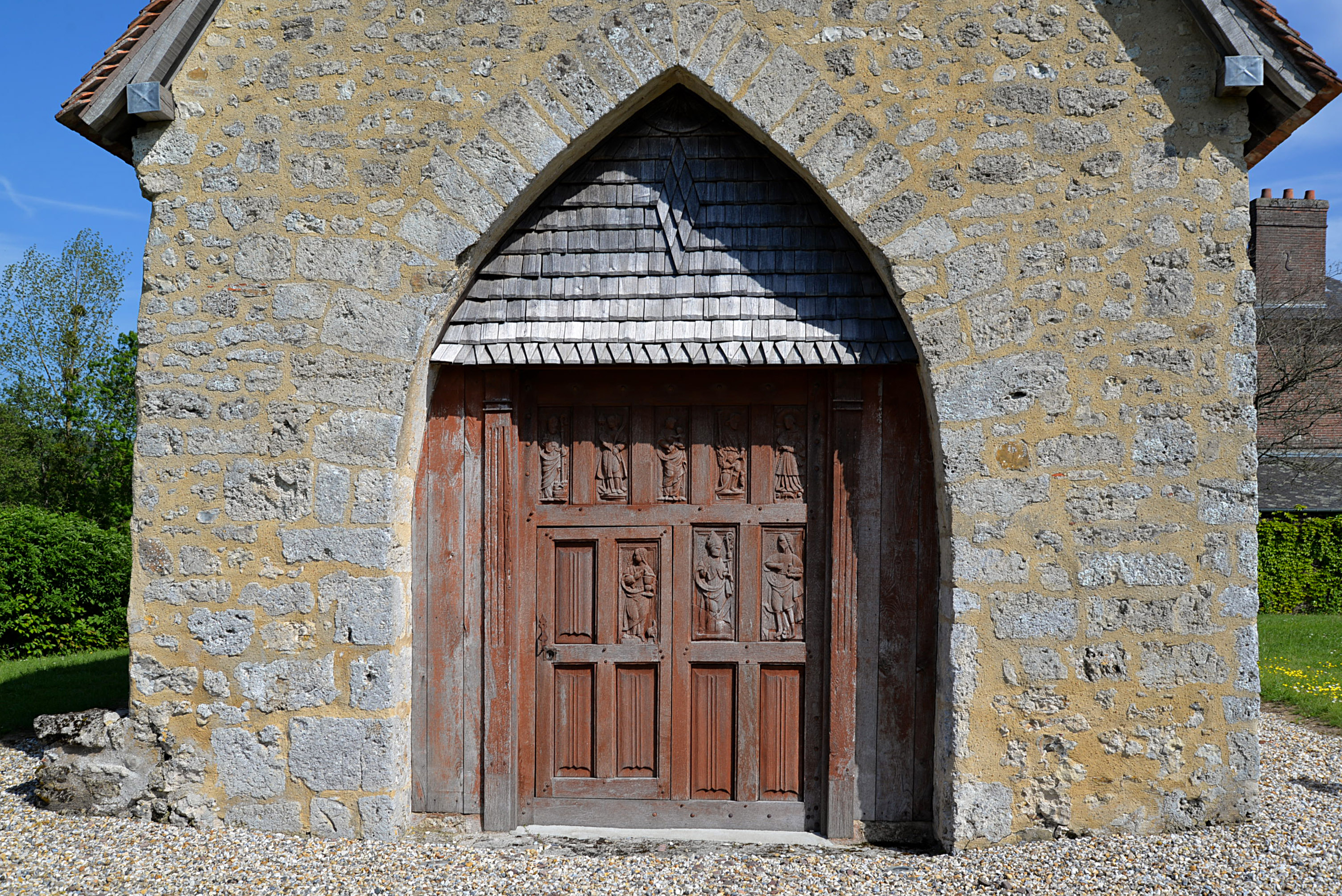
La porte ouest de la chapelle Saint-Meuf.
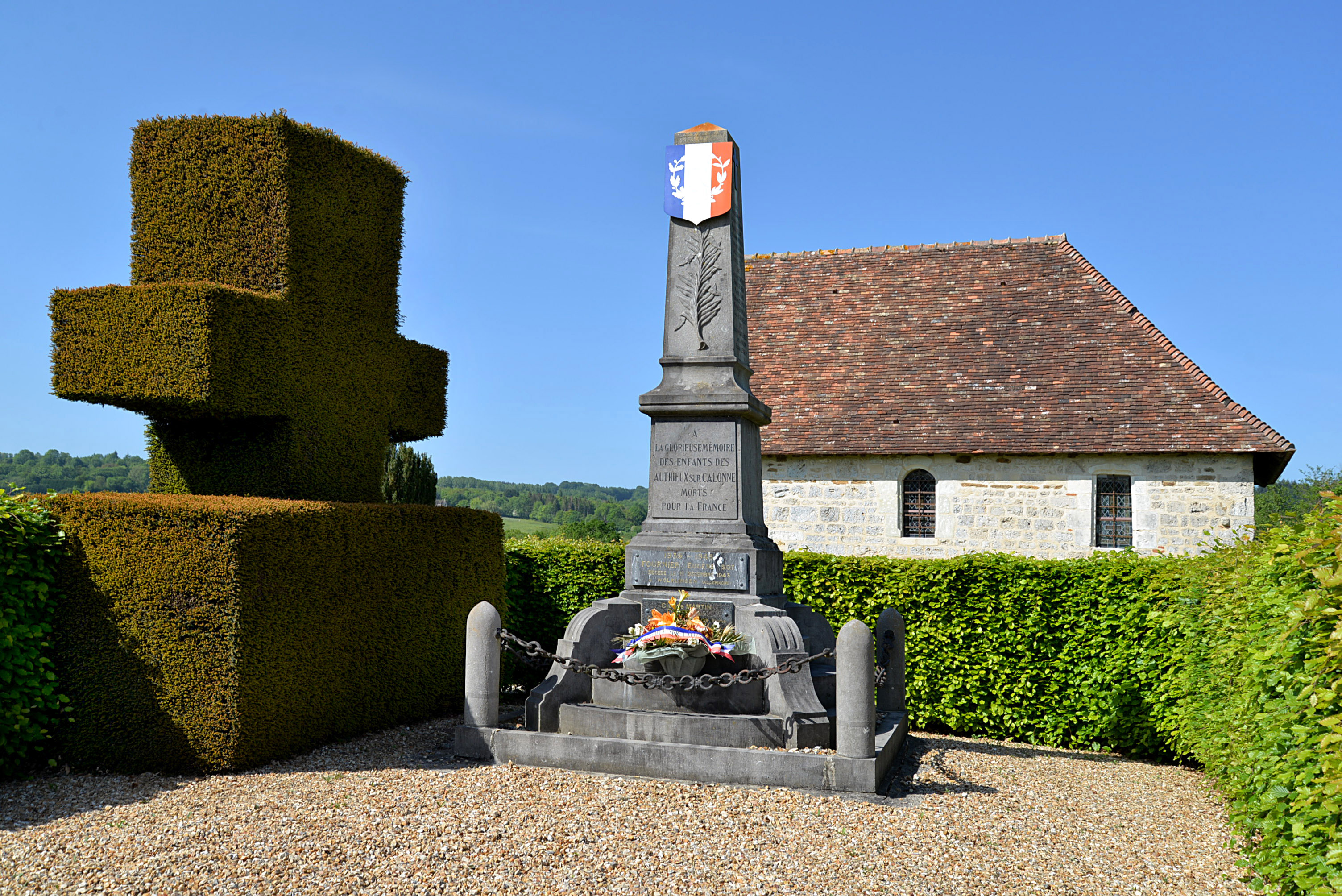
Le monument aux morts.

### Personnalités liées à la commune
- Henry Victor Deligny (1855 - 1938 aux Authieux-sur-Calonne), général de division de la Première Guerre mondiale.

### Héraldique
| Blason de Authieux-sur-Calonne | Blason  | De gueules aux deux léopards d'or lampassés du champ, l'un sur l'autre, au chef cousu d'azur chargé de trois églises d'argent. |
| Blason de Authieux-sur-Calonne | Détails | Les deux léopards d'or des armoiries d'Authieux-sur-Calonne rappellent les armoiries de la Normandie.                          |